# テミス
テミス（古希: Θέμις、古代ギリシア語ラテン翻字: Thémis）は、ギリシア神話の法・掟の女神である。ヘーシオドスによれば、ウーラノス（天）とガイア（大地）の娘で、ティーターンの一柱である。テミスとは古代ギリシア語で「不変なる掟」の意味であり、掟の擬人化である。

## 概説
テミスは「正義の女神」と見なされることが多いが、近代・現代的な意味での「正義」とは異なっている。むしろ、古代ギリシア語で正義に該当する神は、ディケー女神である。ギリシア神話においては、ティーターンとオリュンポス神の戦いの後、敗れたティーターンは主要な神の地位を失い、神話においても多くの神が言及されなくなり、また地位が低下している。オリュンポスの時代になって、なおその地位と威勢を変わりなく維持した神はテミスだけである。

### テミスの結婚と子供たち
ヘーシオドスの『神統記』によると、メーティスに次いで、ゼウスは二番目の妻としてテミスを娶り、二人のあいだには、エウノミアー（秩序）、ディケー（正義）、エイレーネー（平和）のホーラーの三女神が生まれた。更に、クロートー、ラケシス、アトロポスのモイライの三女神が生まれた。
ヘーラクレースの第11番目の課題は、ヘスペリデースの黄金の林檎を獲得することであった。アポロドーロスによると、ヘスペリデースの園を知る海神ネーレウスの居場所をヘーラクレースに教えたニュンペーたちは、ゼウスとテミスの間の娘であった。またアイスキュロスによれば、プロメーテウスはテミスの子である。

### デウカリオーンとテミスの託宣
ポーキスの南岸、パルナッソス山の南麓にはデルポイの神託所があった。この神託所は、歴史時代にあってはアポローンのもので、ピューティアーと呼ばれる巫女が神託を授けていた。デルポイは往古、ピュートーと呼ばれ、そこにはゲー（ガイア）の託宣所があり、竜のピュートーンがガイアの代理としてその地を支配していた。アポローンはピュートーンを倒し、神託所を自分のものとした。ここよりピュートーはアポローンの聖地となった。一説に、これを記念して、ピューティア大祭がデルポイで開催されることとなる。
他方、ピュートーに神託所を持っていたのはテミスであるとする伝説も古くからあった。テミスは予言の術に秀で、アポローンに予言の術を教えた。アポローンはこうして、後にデルポイに彼の神託所を持つことになる。

#### 大洪水と第四の人間

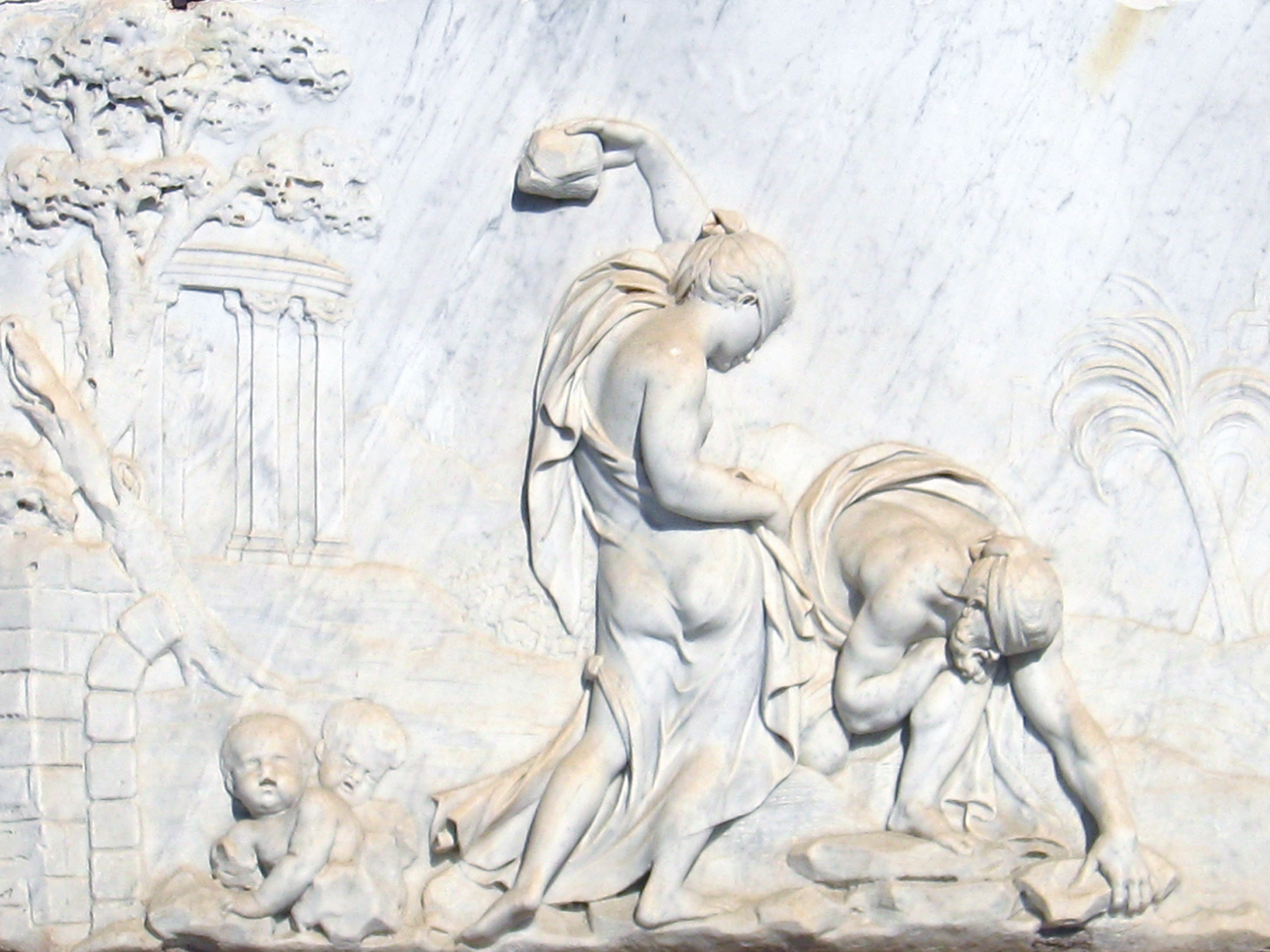
デウカリオーンとピュラー

ゼウスは「青銅の時代」の人間たちが暴乱の様をつのらせたのを知り、大洪水を起こして彼らを滅ぼす計画を立てた。こうしてほとんどすべての人間は滅ぼされたが、プロメーテウスの息子デウカリオーンとその妻ピュラーは、大洪水の起こることをあらかじめに父より教えられていたので、箱船を造り洪水の難を逃れた。
人間が滅び、一組の正しい男女だけが生き延びたことを知ったゼウスは、大洪水を終焉させる。二人が乗った箱船は、九日九夜、水の上を彷徨った後、パルナッソスの二つの高峰近くに止まった。天候の回復を知ったデウカリオーンは船より降り、ゼウスに犠牲を献げ、デルポイに託宣所を持っていたテミスにも感謝の祈りを捧げた。二人は人間がすべて滅び消えたことを知り、テミスに祈って、人間の種族を再び回復させる方法を尋ねた。テミスは二人の問いに答え、「爾らの大いなる母の骨を歩を進めつつ背後に投げよ」と教えた。二人は、地上の岩の塊（大いなる母の骨）を歩みつつ背後に投げるとそこから新しい人間の種族が生まれ出た。

## ローマ神話
テミスはローマ神話においてはユースティティア女神に対応するとされる。近代・現代において、秤を手に持ち、司法における法と正義の象徴として像に表現されるのは、テミスではなくローマ神話のユースティティアである。彼女は正義の女神として、欧米においては司法の象徴ともなっている。